# Salomó Marquès i Sureda
Salomó Marquès i Sureda (L'Escala, 1942) és un pedagog i docent català, professor del departament de Pedagogia de la Universitat de Girona.

## Biografia
Nascut l'any 1942 a L'Escala (Alt Empordà), la seva família s'establirà a Girona. Estudia el batxillerat al col·legi dels Maristes. Entrarà a formar part de l'escoltisme fet que va esdevenir important en la seva trajectòria vital. Ingressarà al seminari de Girona amb 17 anys. Serà ordenat sacerdot el 1966. Vicari de la Selva i del col·legi del Collell. Després al Col·legi Menor Bisbe Cartañà de Girona l'any 1966. Serà nomenat consiliari de la Delegació Diocesana d'Escoltisme de Girona. Farà un any sabàtic a Roma on estudia pedagogia, i en tornar, es secularitzarà. El 1975 serà secretari diocesà de Justícia i Pau i posteriorment president, (anys més tard serà nomenat Delegat Episcopal pel bisbe Camprodon). Començarà a estudiar pedagogia la UAB i la Universitat de Girona on serà membre de la primera promoció. Es casarà el 1974. Des dels anys noranta del segle XX en que es va constituir, participa en l'Ong GRAMC (Grup de Recerca i Actuació amb Minories Culturals) d'ajuda, promoció i formació de persones nouvingudes.
És doctor en Pedagogia per la Universitat Autònoma de Barcelona (1982). Com a professor de la Universitat de Girona, ensenyà Història de l'Educació en els graus de Pedagogia i d'Educació social. Algunes de les seves recerques se centren en l'estudi dels mestres i de l'escola durant la Segona República Espanyola i el Franquisme. L'any 2006 li fou concedit el premi Mestres 68. Ha publicat diversos llibres sobre l'exili dels mestres, sobre la realitat de l'escola franquista, i diferents biografies de mestres republicans deportats i exiliats, algunes de les quals s'han editat a Mèxic, i també sobre l'escoltisme. A principis de 2012 es publicà una aproximació biogràfica sobre la seva obra pedagògica.

## Obres seleccionades
- Mare de Déu, quina escola! Els mestres contra Franco, (amb Raimon Portell) (2008).[5]
- L'escoltisme gironí, Salt (1984)
- Miquel Santaló i Parvorell: professor i polític republicà. Lleida: Pagès, 2015. ISBN 978-84-9975-635-6
- Els mestres de la República (amb Raimon Portell), Barcelona: Ara Llibres, 2015. ISBN 9788416154340
- Josep Pallach, pedagog: antologia de textos. Girona : CCG, 2002. ISBN 84-95483-27-0
- Tradició i renovació pedagògica, 1898-1939: història de l'educació : Catalunya, Illes Balears, País Valencià, (amb Josep González-Agàpito, , Alejandro Mayordomo Pérez i Bernat Sureda Garcia). Barcelona: Publicacions de l'Abadia de Montserrat, 2002. ISBN 84-8415-300-2
- Tradició i renovació pedagògica, 1939-1975: : Andorra, Catalunya, Illes Balears, País Valencià, Volum: 1 (1939-1958) (curador amb Josep González-Agàpito, , Alejandro Mayordomo Pérez i Bernat Sureda Garcia). Barcelona: Institut d'Estudis Catalans 2024.ISBN 978-84-9965-777-6 D https://publicacions.iec.cat › repository › pdf › 00000507 › 00000098.pdf
- L'exili dels mestres, (1939-1975). Girona: Universitat de Girona , 1995. ISBN 84-8128-035-6
- Narcís Masó, pedagog de l'escola activa. Girona: Diputació de Girona, 1990.
- De l'Escola de Dibuix a l'Escola Municipal de Belles Arts: (200 anys de projectes i realitats). Girona : Ajuntament de Girona, 1990.
- La repressió del professorat a Catalunya sota el franquisme (1939-1943): segons les dades del Ministeri dÉducació Nacional, (amb Josep González- Agapito) Barcelona Institut d'Estudis Catalans,1996. ISBN 84-7283-321-6
- L'ensenyament a Girona al segle XVIII. Girona: Universitat de Girona, 1985. ISBN 84-600-3833-5
- Martí Rouret: maestro, republicano y catalán. Zapopan (Jalisco) i Ajuntament de l'Escala, 2001. 84-606-3071-4
- Baldiri Reixac, Instruccions per l'enseyança de minyons (curador amb Josep González-Agapito),  Barcelona: Universitat de Barcelona, 1983. ISBN 84-7528-081-1
- Baldiri Reixach , Instruccions per a l'ensenyança de minyons. Vol. II  (curador amb Albert Rossich i  Modest Prats). Girona: Universitat de Girona , 1981. ISBN 84-600-2222-6
- ¿Qué es la pedagogía?: una respuesta actual (amb Jaume Sarramona López). Barcelona: CEAC, 1985.

## Fons Salomó Marquès - Magisteri Exiliat de Catalunya[calcitació]
El Fons del Magisteri Exiliat de Catalunya, fruit de la recerca feta pel professor Salomó Marquès, està format per 45 arxivadors que contenen 545 dossiers de mestres republicans que treballaven a Catalunya i van marxar a l'exili el 1939, així com uns 2.500 llibres sobre mestres, escrits per mestres o sobre la temàtica de l'exili i l'educació a les èpoques republicana i franquista.
La recollida del fons documental es va iniciar a finals dels anys vuitanta del segle passat, en constatar que els mestres exiliats no existien en la documentació del país. Al contrari que els mestres depurats pel franquisme, els exiliats no existien per a les autoritats franquistes.
La recerca s'ha fet sobretot a partir de fonts orals, recollint, sempre que ha estat possible, el testimoni directe dels protagonistes, dels seus familiars i dels antics alumnes i amics. L'àmbit geogràfic ha estat Catalunya, l'Estat espanyol, França i diferents països d'Amèrica, especialment Veneçuela i Mèxic.
Aquesta investigació ha permès rescatar de l'oblit i conèixer les biografies d'un col·lectiu que va tenir un paper important en l'educació del país. Ens permet conèixer l'aportació dels líders pedagògics i polítics del magisteri, la feina feta al país abans i durant la República (en pau i en guerra), així com el seu treball pedagògic en els països d'acollida, on varen continuar portant a terme una tasca pedagògica renovadora mentre que a casa nostra s'instaurava una escola tradicional i autoritària.